# 이시이 다쿠로
이시이 다쿠로(일본어: 石井 琢朗, 1970년 8월 25일 ~ )는 일본의 전 프로 야구 선수이자 야구 지도자이며, 현재 센트럴 리그인 요코하마 DeNA 베이스타스의 1군 야수 종합 코치이다.
본명은 이시이 다다노리(石井 忠徳)이며, 일본 프로 야구에서의 유격수로서는 최다 경기 출전 기록을 갖고 있다. 그리고 ‘드래프트 번외’로 프로에 들어간 마지막 현역 선수였다.

## 인물

### 프로 입단 전
초등학교 3학년 때부터 야구를 시작했으며 도치기 현립 아시카가 공업고등학교에 진학, 2학년 때인 제69회 전국 고등학교 야구 선수권 대회에서 투수로 출전했다. 3학년 때에는 투수로서의 자신감이 없어 프로 입단을 포기하고 도요 대학에 진학을 생각하고 있었는데 당시 스카우트였던 에지리 아키라에 의해 1988년 드래프트 번외로 요코하마 다이요 웨일스에 입단했다.

### 요코하마 시절

#### 1989년 ~ 1993년
프로 1년째의 1989년 4월 13일, 히로시마 도요 카프전에서 1군 무대에 첫 등판했고 같은 해 10월 10일의 야쿠르트 스왈로스전에서 처음으로 선발 등판함과 동시에 첫 승리를 거뒀다. 그 후 2군에서 호투하였지만 1군에서의 뚜렷한 결과를 남길 수는 없었고 고교 시절에 했던 타격, 주루 연습이 정작 프로에서는 투수였기 때문에 할 수 없는 경우도 있어 3년차인 1991년 시즌 종료 후 스도 유타카 감독에게 야수로 전향하겠다고 말했다. 한 번은 거절당했지만 최종적으로는 인정받았다.
이듬해 1992년부터는 내야수로 전향했고, 그와 동시에 등록명을 이시이 다쿠로(石井琢朗)로 변경했다. 시즌 후반에는 내야수 전향 1년째에 시미즈 요시유키로부터 주전 3루수 자리를 빼앗겼다. 1993년에 팀 이름이 요코하마 베이스타스로 변경된 것을 계기로 등번호를 0번으로 변경, 2번·3루수로서 완전이 정착했으며 같은 해 도루왕과 골든 글러브상(3루수 부문)을 동시에 석권했다.

#### 1994년 ~ 2001년
1994년에는 등번호를 5번으로 변경, 이듬해 1995년에는 올스타전에 처음으로 출전했는데 이후 올스타전에서는 1997년부터 5년 연속으로 출전하게 되었다. 1996년에는 감독으로 취임한 오야 아키히코의 내야진 변경에 의해 신도 다쓰야와의 교체로 3루수에서 유격수로 전향했다. 1997년에는 하루 도시오와 교체되어 2번 타자에서 1번 타자로 뛰었고 수비에서는 베스트 나인(유격수 부문)에 선정되었다. 2001년까지 5년 연속으로 베스트 나인을 수상했고 1998년은 일명 ‘머신건 타선’의 1번 타자로서 팀을 38년 만에 리그 우승과 일본 시리즈 우승 달성에 기여했다. 1998년 정규 페넌트레이스에서는 시즌 174개의 최다 안타를 처음으로 기록했고 통산 두 번째가 되는 도루왕을 차지했다. 그리고 통산 네 번째의 골든 글러브상을 수상했고 같은 해 일본 시리즈에서는 우수 선수로 선정되었다. 시즌 최다인 103득점은 마쓰이 히데키와 함께 최다 득점을 차지했다
1999년에는 개인 통산 1000안타, 1000경기 출장, 200도루를 연거푸 달성했는데 이 중 7월 15일의 한신 타이거스전에서 기록한 1000안타는 승리 투수의 경험이 있는 선수로서는 역대 10번째이다. 7월 22일의 야쿠르트전에서는 1경기 최다 득점의 센트럴 리그 신기록이 되는 6득점을 기록했고 본인으로서는 처음으로 1경기 2개 홈런을 기록했다. 다음해 2000년에는 통산 네 번째의 도루왕 타이틀을 차지했고 베스트 나인(유격수 부문)을 3년 연속으로 선정, 2001년에는 통산 두 번째의 최다 안타를 기록했다(171안타).

#### 2002년 ~ 2005년
2002년에는 140경기에 출전했지만 타율은 8년 만에 2할 8푼을 밑돌았고 2003년은 1992년 이래 시즌 100안타 미만을 기록하면서 2할 3푼 1리의 타율을 기록하는 등 야수로 전향한 이후에는 최악의 성적을 남겼다. 선발에서 제외된 때에는 야수 전향할 때와 마찬가지로 처음부터 다시하겠다는 생각으로 2군에 빠지겠다고 스스로 자청했다. 다음해인 2004년에는 부활을 이루면서 2001년 시즌 때와는 같았고 타율 2할 9푼 5리의 성적을 남겨 통산 세 번째의 두 자릿수 홈런 기록도 달성했다. 그러나 2005년은 전체 146경기에서 1번·유격수로 선발 출전하는 등 시즌 풀 이닝 출전을 완수했지만 타율은 2할 5푼 5리를 남기면서 다시 침체되었다.

#### 2006년
5월 11일 도호쿠 라쿠텐 골든이글스전의 첫 번째 타석에서 상대 투수 아이쿄 히사시로부터 역대 34번째의 2000안타가 되는 중전안타를 때려내 일본 프로 야구 명구회 가입 자격을 얻었다. 투수로서 승점을 올린 선수로서는 가와카미 데쓰하루 이래 역대 두 번째이며 드래프트 번외로 입단한 선수로서는 아키야마 고지 이래 두 번째가 된 2000안타 기록이었다. 그 후 8월 12일의 야쿠르트전에서 이시카와 마사노리로부터 안타를 때려내는 등 마쓰바라 마코토가 가진 요코하마 구단 안타 기록 2081개를 경신했다. 그 해에는 타순이야말로 2번과 3번 타자로 번갈아 활약한 경기도 있었지만 2년 연속으로 전체 146경기 풀 이닝 출전을 완수했다. 최종적으로는 개인 최다 타이 기록이 되는 174개의 안타를 기록했고 타율도 2할 8푼 대에 머무는 등 다시 원상회복 되었다.

#### 2007년
2006년 시즌 종료 후에 무릎 수술을 받은 적도 있어 그 해 요코하마 감독으로 복귀한 오야 아키히코는 이시이를 “무리하지 않고 쉬게 한다”고 공언했다. 4월 1일의 요미우리 자이언츠전에서 6회 수비 때 이시카와 다케히로와 교체되어 연속 풀 이닝 출전 기록이 당시 현역 선수에서는 가네모토 도모아키에 뒤를 이은 역대 2위인 339경기로 중단되었다. 9월 5일 한신 고시엔 구장에서 열린 한신전에서는 1회초 타석에서 오른쪽 손목에 사구를 받아 퇴장당했다. 다음날에는 요코하마로 돌아왔고 골절이 있다는 진단 결과를 받아 팀의 전력에서 멀어졌다. 시즌 중의 복귀가 불가능할 것이라고 예상되었지만 9월 중에는 팀에 다시 복귀했다.
시즌 100안타는 눈 앞에 두었지만 결국 2007년 시즌 안타 개수는 99개에 그치면서 4년 연속이자 통산 14번째의 시즌 100안타 달성에는 실패했다. 또 니시 도시히사가 1번 타자로 기용되면서 이시이의 1번 타자로서의 출전은 감소되었고 주로 2번 타자로서 뛰는 일이 많았다.

#### 2008년
시즌 개막 이후부터는 다시 1번 타자로 기용되었지만 타격 성적은 예전에 비해 좋지 않았고 5월 무렵부터는 7번 ~ 9번 타자로 뛰는 경우가 많았다. 여름 이후에는 주로 젊은 선수들이 기용되는 등 선발로 출전하는 기회가 줄어들면서 시즌 종료를 앞둔 시점에 구단으로부터 방출 통보를 받았다. 그 후 현역 생활을 계속하겠다는 입장을 밝혀 일본 국내외를 불문하고 새로운 이적처를 찾고 있었지만 11월 12일에 히로시마 도요 카프가 이시이를 영입했다.
2008년 11월 29일, 자비로 요코하마 스타디움을 전세로 내줬고 팬들에게 감사하는 이벤트를 개최했다. 주최 측의 발표에 의하면 3,500명의 팬들이 참가했고 경매를 통해서는 자신의 유니폼이 20만엔 이상의 값으로 낙찰되었다. 본인은 “이것을 마무리로 삼고, 히로시마에서 우승할 수 있도록 노력하고 싶다”라고 말했다.

### 히로시마 시절

#### 2009년
히로시마에 이적한 1년째인 2009년은 1군에서의 시즌 개막을 맞이했고 원래 수비 위치였던 유격수 외에도 대수비로 교체 투입되어 3루수에 기용되었다. 7월 4일 요코하마전(요코하마 스타디움)에서는 개인 통산 100홈런 달성했고 2202경기째에 달성은 출전 경기 수에서의 가장 늦은 기록이다. 7월 17일의 요코하마전에서는 요시다 요시오(한신)가 기록한 일본 프로 야구 역대 최다 기록이자 유격수로서의 통산 1731경기 출전을 달성했다. 시즌 전반기에는 소요기 에이신, 후반기에는 고쿠보 데쓰야와 병용되어 출전 기회와 타격 성적은 작년보다 떨어졌지만 시즌을 통해 1군에서 활약을 했다.

#### 2010년
그 해 시즌을 통해서 1군에 정착했고 선발 출장은 적었지만 타율은 3할 대를 넘었다. 7월 4일의 요코하마전(마쓰다 스타디움) 2회말에 오치아이 히로미쓰를 제치고 일본 프로 야구에서의 역대 단독 10위가 되는 통산 2372안타를 기록했다. 그 해의 재계약과 관련해서는 200만 엔이 인상된 연봉 2700만 엔(추정)으로 재계약을 맺어 히로시마에 이적한 후에는 2년 연속으로 연봉이 인상되었다.

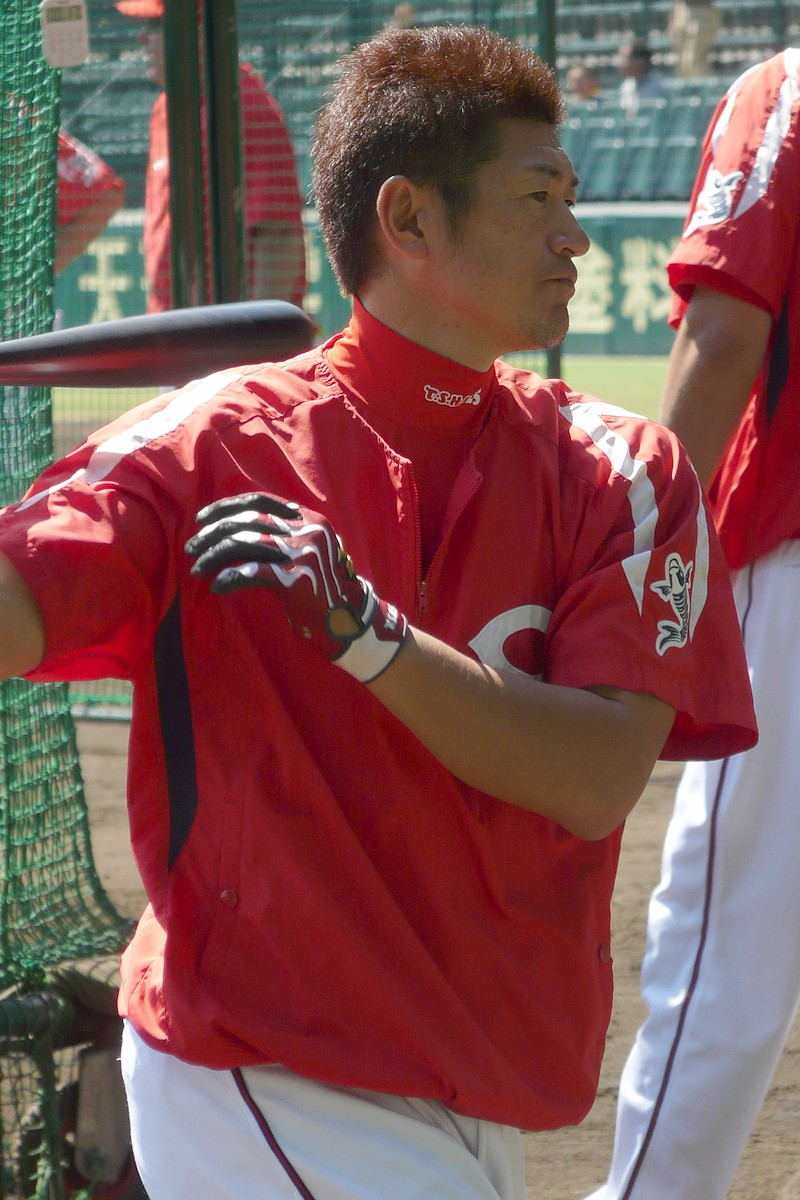
히로시마 선수시절（2009년9월19일、한신고시엔구장에서

#### 2011년
작년보다 성적이 떨어졌지만 계속되는 존재감을 보였다. 10월 17일에는 오른쪽 무릎의 클리닝 수술을 받았고 오프에 있은 재계약 협상에서는 2012년부터 1군 야수 코치를 겸임하게 되었다고 발표했다.

#### 2012년
2012년은 1군 코치 겸 선수로 개막부터 벤치에 들어가 6월까지 대타를 중심으로 경기에 출전. 7월 9일 선수 등록이 말소되고 코치 전임으로 일군 선수팀에 대동하고 있었지만, 8월 27일 기자 회견을 열어 2012년 시즌을 마지막으로 현역 은퇴를 표명했다. 그 해 시즌 홈 최종전인 9월 30일 한신 타이거스전, 은퇴 경기에서 1번·유격수로 선발 출전. 현역 마지막의 안타를 포함한 2안타를 기록했다. 그 후에도 1군 등록은 말소되지 않고 10월 7일 야쿠르트 스왈로스전에서는 9회에 대타로 출장했지만 우익수 뜬공에 그쳤다. 그리고 10월 8일 시즌 최종전이자 친정팀과의 마지막 대결이 된 요코하마 DeNA 베이스타스전은 경기 전에 은퇴 행사가 열리고 미우라 다이스케와 긴조 다쓰히코로부터 꽃다발을 받고 양 팀 팬들이 응원가를 합창했다. 경기에서는 1번·유격수로 선발 풀타임 출전해 현역 마지막 타석은 센터 플라이가 되었다. 선수로는 11월 30일 자유 계약 선수가 되었다.

### 그 후
10월 22일, 히로시마 구단과 2013년부터 코치로서의 계약을 맺었고, 같은 달 29일에 1군 내야 수비·주루 코치가 되면서 그 해의 추계 캠프부터 지도를 시작했다.

## 상세 정보

### 출신 학교
- 도치기 현립 아시카가 공업고등학교

### 선수 경력
- 요코하마 다이요 웨일스·요코하마 베이스타스(1989년 ~ 2008년)
- 히로시마 도요 카프(2009년 ~ 2012년)

### 지도자 경력
- 히로시마 도요 카프 1군 야수 코치(2012년) ※선수 겸임.
- 히로시마 도요 카프 1군 내야 수비·주루 코치(2013년 ~ 2015년)
- 히로시마 도요 카프 1군 타격 코치(2016년 ~ 2017년)
- 도쿄 야쿠르트 스왈로스 1군 타격 코치(2018년 ~ 2019년)
- 요미우리 자이언츠 1군 야수 종합 코치(2020년 ~ 2021년)
- 요코하마 DeNA 베이스타스 1군 야수 종합 코치(2022년 ~ )

### 수상·타이틀 경력

#### 타이틀
- 도루왕: 4회(1993년, 1998년, 1999년, 2000년)
- 최다 안타: 2회(1998년, 2001년)

#### 수상
- 베스트 나인: 5회(1997년 ~ 2001년)[3]
- 골든 글러브상: 4회(1993년 ~ 1995년, 1998년)[4]
- 일본 시리즈 우수 선수상: 1회(1998년)

### 주요 기록

#### 투수 기록
- 첫 등판: 1989년 4월 13일, 대 히로시마 도요 카프 3차전(요코하마 스타디움), 4회초에 구원 등판, 1이닝 1실점
- 첫 탈삼진: 상동, 4회초에 시라타케 요시히사로부터
- 첫 선발·첫 승리: 1989년 10월 10일, 대 야쿠르트 스왈로스 25차전(메이지 진구 야구장), 8과 1/3이닝 3실점(자책점 1)

#### 타격 기록
- 첫 출장: (투수 기록에서 첫 등판의 항목)
- 첫 선발 출장: (투수 기록에서 첫 선발의 항목)
- 첫 안타: 1989년 10월 10일, 대 야쿠르트 스왈로스 25차전(메이지 진구 야구장), 3회초에 가토 히로토로부터 중전 안타
- 첫 득점: 1989년 10월 16일, 대 한신 타이거스 26차전(한신 고시엔 구장), 3회초에 기록
- 첫 타점: 1992년 4월 18일, 대 야쿠르트 스왈로스 2차전(요코하마 스타디움), 4회말에 다카쓰 신고로부터
- 첫 도루: 1992년 5월 10일, 대 요미우리 자이언츠 8차전(요코하마 스타디움), 1회말에 2루 안착(투수: 척 캐리, 포수: 무라타 신이치)
- 첫 홈런: 1992년 7월 26일, 대 히로시마 도요 카프 18차전(요코하마 스타디움), 1회말에 기타벳푸 마나부로부터

#### 기록 달성 경력
- 통산 1000안타: 1999년 7월 15일, 대 한신 타이거스 16차전(한신 고시엔 구장), 2회초에 야마자키 가즈하루로부터 ※역대 196번째.
- 통산 1000경기 출장: 1999년 10월 15일, 대 야쿠르트 스왈로스 27차전(요코하마 스타디움), 1번·유격수로서 선발 출장 ※역대 354번째.
- 통산 1500안타: 2002년 8월 22일, 대 요미우리 자이언츠 21차전(도쿄 돔), 4회초에 이리키 유사쿠로부터 솔로 ※역대 83번째.
- 통산 200희생타: 2003년 7월 8일, 대 주니치 드래건스 14차전(나고야 돔), 1회초에 노구치 시게키로부터 ※역대 24번째.
- 통산 300도루: 2003년 8월 6일, 대 요미우리 자이언츠 22차전(도쿄 돔), 7회초에 2루 안착(투수: 코리 베일리, 포수: 아베 신노스케)
- 통산 1500경기 출장: 2003년 8월 27일, 대 히로시마 도요 카프 20차전(요코하마 스타디움), 2번·유격수로서 선발 출장 ※역대 140번째.
- 통산 1000득점: 2005년 4월 5일, 대 요미우리 자이언츠 1차전(요코하마 스타디움), 1회말에 긴조 다쓰히코의 좌전 적시타로 홈인 ※역대 31번째.
- 통산 1000삼진: 2006년 5월 2일, 대 주니치 드래건스 3차전(나고야 돔), 4회초에 가와카미 겐신으로부터 ※역대 38번째.
- 통산 2000안타: 2006년 5월 11일, 대 도호쿠 라쿠텐 골든이글스 3차전(요코하마 스타디움), 1회말에 아이쿄 히사시로부터 중전 안타 ※역대 34번째.
- 통산 350도루: 2007년 5월 13일, 대 히로시마 도요 카프 9차전(요코하마 스타디움), 1회말에 2루 안착(투수: 구로다 히로키, 포수: 이시하라 요시유키)※역대 15번째.
- 통산 2000경기 출장: 2007년 6월 13일, 대 홋카이도 닛폰햄 파이터스 2차전(삿포로 돔), 8회말에 유격수로서 출장 ※역대 38번째.
- 통산 250희생타: 2007년 7월 12일, 대 주니치 드래건스 12차전(요코하마 스타디움), 9회말에 라파엘 크루즈로부터 ※역대 11번째.
- 통산 3000루타: 2008년 5월 14일, 대 요미우리 자이언츠 7차전(요코하마 스타디움), 2회말에 가네토 노리히토로부터 중전 안타 ※역대 42번째.
- 통산 100홈런: 2009년 7월 4일, 대 요코하마 베이스타스 7차전(요코하마 스타디움), 5회초에 미우라 다이스케로부터 우월 솔로 홈런 ※역대 256번째.

#### 기타
- 1경기 6득점: 1999년 7월 22일, 대 야쿠르트 스왈로스 17차전(요코하마 스타디움) ※일본 타이 기록, 센트럴 리그 기록.
- 1경기 4개 희생타: 2003년 7월 8일, 대 주니치 드래건스 14차전(나고야 돔) ※일본 타이 기록.
- 시즌 150안타 이상: 9회(1997년 ~ 2002년, 2004년 ~ 2006년) ※역대 2위 타이.
- 6년 연속 시즌 150안타 이상: 1997년 ~ 2002년[5]
- 올스타전 출장: 6회(1995년, 1997년 ~ 2001년)
- 유격수 통산 최다 경기 출장: 1731경기[6]
- 전 구단 상대 홈런: 2009년 7월 4일, 대 요코하마 베이스타스 전 ※역대 17번째.

|    | 날짜            | 상대 팀          | 구장                | 이닝   | 상대 투수       | 통산 홈런수 |
| -- | --------------- | ---------------- | ------------------- | ------ | --------------- | ----------- |
| 1  | 1992년 7월 26일 | 히로시마 18차전  | 요코하마 스타디움   | 1회말  | 기타벳푸 마나부 | 1           |
| 2  | 8월 27일        | 야쿠르트 21차전  | 메이지 진구 야구장  | 10회초 | 나이토 나오유키 | 2           |
| 3  | 9월 23일        | 주니치 25차전    | 나고야 구장         | 8회초  | 데라니시 히데토 | 3           |
| 4  | 1993년 5월 19일 | 요미우리 6차전   | 후쿠오카 돔         | 6회초  | 기다 마사오     | 5           |
| 5  | 1996년 10월 5일 | 한신 26차전      | 요코하마 스타디움   | 5회말  | 가와지리 데쓰로 | 14          |
| 6  | 2005년 5월 28일 | 지바 롯데 5차전  | 지바 마린 스타디움  | 9회초  | 야부타 야스히코 | 82          |
| 7  | 6월 1일         | 라쿠텐 4차전     | 요코하마 스타디움   | 1회말  | 야마무라 히로키 | 83          |
| 8  | 6월 9일         | 닛폰햄 6차전     | 나고야 돔           | 2회말  | 가네무라 사토루 | 84          |
| 9  | 2006년 5월 20일 | 세이부 4차전     | 요코하마 스타디움   | 1회말  | 니시구치 후미야 | 91          |
| 10 | 5월 27일        | 오릭스 2차전     | 스카이마크 스타디움 | 5회초  | 히라노 요시히사 | 92          |
| 11 | 2007년 6월 20일 | 소프트뱅크 4차전 | 요코하마 스타디움   | 5회말  | 릭 거톰슨       | 96          |
| 12 | 2009년 7월 4일  | 요코하마 7차전   | 요코하마 스타디움   | 5회초  | 미우라 다이스케 | 100         |

### 등번호
- 66(1989년 ~ 1992년)
- 0(1993년)
- 5(1994년 ~ 2008년)
- 25(2009년 ~ 2012년)
- 75(2013년 ~ 2017년, 2022년 ~ )
- 81(2018년 ~ 2019년)
- 89(2020년 ~ 2021년)

### 등록명
- 石井 忠徳(1989년 ~ 1991년)
- 石井 琢朗(1992년 ~ )

### 연도별 투수 성적
| 연 도     | 소 속     | 등 판 | 선 발 | 완 투 | 완 봉 | 무 4 구 | 승 리 | 패 전 | 세 이 브 | 홀 드 | 승 률 | 타 자 | 이 닝 | 피 안 타 | 피 홈 런 | 볼 넷 | 고 4 | 몸 맞 | 탈 삼 진 | 폭 투 | 보 크 | 실 점 | 자 책 점 | 평 자 책 | W H I P |
| --------- | --------- | ----- | ----- | ----- | ----- | ------- | ----- | ----- | -------- | ----- | ----- | ----- | ----- | -------- | -------- | ----- | ---- | ----- | -------- | ----- | ----- | ----- | -------- | -------- | ------- |
| 1989년    | 다이요    | 17    | 2     | 0     | 0     | 0       | 1     | 1     | 0        | --    | .500  | 142   | 30.1  | 34       | 2        | 19    | 1    | 0     | 19       | 0     | 0     | 14    | 12       | 3.56     | 1.75    |
| 1990년    | 다이요    | 2     | 1     | 0     | 0     | 0       | 0     | 1     | 0        | --    | .000  | 19    | 4.0   | 6        | 0        | 2     | 0    | 1     | 0        | 0     | 0     | 5     | 4        | 9.00     | 2.00    |
| 1991년    | 다이요    | 9     | 2     | 0     | 0     | 0       | 0     | 2     | 0        | --    | .000  | 62    | 14.2  | 23       | 3        | 8     | 1    | 3     | 4        | 0     | 0     | 16    | 15       | 9.20     | 2.11    |
| 통산: 3년 | 통산: 3년 | 28    | 5     | 0     | 0     | 0       | 1     | 4     | 0        | --    | .200  | 238   | 49.0  | 63       | 5        | 29    | 2    | 4     | 23       | 0     | 0     | 35    | 31       | 5.69     | 1.88    |

### 연도별 타격 성적
| 연 도      | 소 속            | 경 기 | 타 석 | 타 수 | 득 점 | 안 타 | 2 루 타 | 3 루 타 | 홈 런 | 루 타 | 타 점 | 도 루 | 도 루 자 | 희 생 번 | 희 생 플 | 볼 넷 | 고 4 | 사 구 | 삼 진 | 병 살 타 | 타 율 | 출 루 율 | 장 타 율 | O P S |
| ---------- | ---------------- | ----- | ----- | ----- | ----- | ----- | ------- | ------- | ----- | ----- | ----- | ----- | -------- | -------- | -------- | ----- | ---- | ----- | ----- | -------- | ----- | -------- | -------- | ----- |
| 1989년     | 다이요· 요코하마 | 17    | 5     | 5     | 1     | 2     | 0       | 0       | 0     | 2     | 0     | 0     | 0        | 0        | 0        | 0     | 0    | 0     | 2     | 0        | .400  | .400     | .400     | .800  |
| 1990년     | 다이요· 요코하마 | 2     | 1     | 1     | 0     | 0     | 0       | 0       | 0     | 0     | 0     | 0     | 0        | 0        | 0        | 0     | 0    | 0     | 0     | 0        | .000  | .000     | .000     | .000  |
| 1991년     | 다이요· 요코하마 | 10    | 2     | 2     | 0     | 1     | 0       | 0       | 0     | 1     | 0     | 0     | 0        | 0        | 0        | 0     | 0    | 0     | 0     | 0        | .500  | .500     | .500     | 1.000 |
| 1992년     | 다이요· 요코하마 | 69    | 250   | 219   | 26    | 59    | 3       | 3       | 3     | 77    | 23    | 4     | 1        | 16       | 1        | 12    | 0    | 2     | 33    | 4        | .269  | .312     | .352     | .664  |
| 1993년     | 다이요· 요코하마 | 121   | 503   | 414   | 53    | 110   | 19      | 5       | 5     | 154   | 36    | 24    | 16       | 39       | 2        | 42    | 0    | 6     | 64    | 5        | .266  | .341     | .372     | .712  |
| 1994년     | 다이요· 요코하마 | 130   | 559   | 451   | 68    | 113   | 21      | 2       | 3     | 147   | 40    | 10    | 6        | 39       | 0        | 69    | 0    | 0     | 66    | 6        | .251  | .350     | .326     | .676  |
| 1995년     | 다이요· 요코하마 | 124   | 546   | 444   | 69    | 137   | 22      | 2       | 2     | 169   | 41    | 23    | 11       | 23       | 2        | 69    | 1    | 7     | 63    | 4        | .309  | .407     | .381     | .789  |
| 1996년     | 다이요· 요코하마 | 129   | 604   | 496   | 94    | 140   | 19      | 3       | 1     | 168   | 29    | 45    | 21       | 25       | 1        | 75    | 1    | 7     | 76    | 3        | .282  | .383     | .339     | .722  |
| 1997년     | 다이요· 요코하마 | 132   | 612   | 521   | 95    | 166   | 23      | 1       | 10    | 221   | 44    | 23    | 18       | 23       | 4        | 57    | 1    | 7     | 58    | 5        | .319  | .390     | .424     | .815  |
| 1998년     | 다이요· 요코하마 | 135   | 630   | 555   | 103   | 174   | 34      | 5       | 7     | 239   | 48    | 39    | 10       | 2        | 2        | 63    | 0    | 7     | 69    | 4        | .314  | .389     | .431     | .820  |
| 1999년     | 다이요· 요코하마 | 131   | 622   | 537   | 108   | 157   | 24      | 3       | 8     | 211   | 58    | 39    | 11       | 2        | 3        | 73    | 0    | 7     | 81    | 4        | .292  | .382     | .393     | .775  |
| 2000년     | 다이요· 요코하마 | 134   | 619   | 546   | 91    | 165   | 19      | 5       | 10    | 224   | 50    | 35    | 11       | 5        | 3        | 61    | 3    | 4     | 83    | 5        | .302  | .375     | .410     | .785  |
| 2001년     | 다이요· 요코하마 | 140   | 647   | 580   | 81    | 171   | 34      | 4       | 8     | 237   | 36    | 26    | 8        | 7        | 1        | 54    | 3    | 5     | 81    | 3        | .295  | .359     | .409     | .768  |
| 2002년     | 다이요· 요코하마 | 140   | 636   | 569   | 78    | 156   | 29      | 2       | 8     | 213   | 49    | 19    | 11       | 12       | 2        | 48    | 1    | 5     | 95    | 2        | .274  | .335     | .374     | .709  |
| 2003년     | 다이요· 요코하마 | 115   | 483   | 415   | 49    | 96    | 12      | 1       | 6     | 128   | 26    | 20    | 10       | 21       | 0        | 46    | 0    | 1     | 53    | 3        | .231  | .310     | .308     | .618  |
| 2004년     | 다이요· 요코하마 | 131   | 590   | 535   | 80    | 158   | 26      | 6       | 10    | 226   | 43    | 11    | 10       | 6        | 2        | 45    | 1    | 2     | 85    | 3        | .295  | .351     | .422     | .773  |
| 2005년     | 다이요· 요코하마 | 146   | 688   | 612   | 95    | 156   | 22      | 2       | 8     | 206   | 40    | 18    | 7        | 7        | 1        | 61    | 1    | 7     | 77    | 6        | .255  | .329     | .337     | .666  |
| 2006년     | 다이요· 요코하마 | 146   | 675   | 604   | 91    | 174   | 30      | 0       | 6     | 222   | 32    | 12    | 11       | 5        | 1        | 63    | 0    | 2     | 99    | 4        | .288  | .357     | .368     | .724  |
| 2007년     | 다이요· 요코하마 | 108   | 412   | 360   | 35    | 99    | 11      | 0       | 2     | 116   | 13    | 6     | 5        | 27       | 0        | 21    | 1    | 4     | 39    | 5        | .275  | .322     | .322     | .644  |
| 2008년     | 다이요· 요코하마 | 98    | 319   | 279   | 26    | 73    | 7       | 0       | 2     | 86    | 18    | 1     | 1        | 12       | 0        | 23    | 0    | 4     | 47    | 2        | .262  | .327     | .308     | .635  |
| 2009년     | 히로시마         | 89    | 246   | 211   | 27    | 48    | 10      | 3       | 2     | 70    | 18    | 2     | 0        | 11       | 0        | 20    | 0    | 4     | 33    | 4        | .227  | .306     | .332     | .638  |
| 2010년     | 히로시마         | 74    | 165   | 148   | 15    | 47    | 5       | 1       | 0     | 54    | 20    | 1     | 1        | 5        | 0        | 11    | 0    | 1     | 20    | 2        | .318  | .369     | .365     | .734  |
| 2011년     | 히로시마         | 61    | 106   | 92    | 11    | 23    | 2       | 2       | 1     | 32    | 4     | 0     | 0        | 2        | 0        | 12    | 1    | 0     | 13    | 1        | .250  | .337     | .348     | .685  |
| 2012년     | 히로시마         | 31    | 47    | 42    | 2     | 7     | 1       | 0       | 0     | 8     | 2     | 0     | 0        | 0        | 0        | 5     | 0    | 0     | 4     | 1        | .167  | .255     | .190     | .446  |
| 통산: 24년 | 통산: 24년       | 2413  | 9967  | 8638  | 1298  | 2432  | 373     | 50      | 102   | 3211  | 670   | 358   | 169      | 289      | 25       | 930   | 14   | 82    | 1241  | 76       | .282  | .356     | .372     | .728  |

- 굵은 글씨는 시즌 최고 성적.
- 다이요(요코하마 다이요 웨일스)는 1993년에 요코하마(요코하마 베이스타스)로 구단명을 변경.

### 연도별 수비 성적
| 연도 | 3루  | 3루  | 3루  | 3루  | 3루  | 3루    | 유격 | 유격 | 유격 | 유격 | 유격 | 유격   | 2루  | 2루  | 2루  | 2루  | 2루  | 2루    | 외야 | 외야 | 외야 | 외야 | 외야 | 외야   |
| 연도 | 경기 | 척살 | 보살 | 실책 | 병살 | 수비율 | 경기 | 척살 | 보살 | 실책 | 병살 | 수비율 | 경기 | 척살 | 보살 | 실책 | 병살 | 수비율 | 경기 | 척살 | 보살 | 실책 | 병살 | 수비율 |
| ---- | ---- | ---- | ---- | ---- | ---- | ------ | ---- | ---- | ---- | ---- | ---- | ------ | ---- | ---- | ---- | ---- | ---- | ------ | ---- | ---- | ---- | ---- | ---- | ------ |
| 1992 | 42   | 22   | 63   | 5    | 9    | .944   | 32   | 37   | 76   | 5    | 19   | .958   | -    | -    | -    | -    | -    | -      | -    | -    | -    | -    | -    | -      |
| 1993 | 107  | 71   | 203  | 6    | 24   | .979   | 11   | 16   | 24   | 1    | 7    | .976   | -    | -    | -    | -    | -    | -      | 7    | 4    | 0    | 0    | 0    | 1.000  |
| 1994 | 128  | 75   | 251  | 8    | 25   | .976   | 8    | 8    | 16   | 0    | 3    | 1.000  | -    | -    | -    | -    | -    | -      | 1    | 0    | 0    | 0    | 0    | -      |
| 1995 | 123  | 96   | 253  | 5    | 33   | .986   | -    | -    | -    | -    | -    | -      | -    | -    | -    | -    | -    | -      | -    | -    | -    | -    | -    | -      |
| 1996 | -    | -    | -    | -    | -    | -      | 129  | 207  | 382  | 11   | 76   | .982   | -    | -    | -    | -    | -    | -      | -    | -    | -    | -    | -    | -      |
| 1997 | -    | -    | -    | -    | -    | -      | 130  | 198  | 392  | 15   | 76   | .975   | -    | -    | -    | -    | -    | -      | -    | -    | -    | -    | -    | -      |
| 1998 | 1    | 0    | 1    | 0    | 0    | 1.000  | 135  | 204  | 423  | 17   | 80   | .974   | -    | -    | -    | -    | -    | -      | -    | -    | -    | -    | -    | -      |
| 1999 | -    | -    | -    | -    | -    | -      | 129  | 211  | 356  | 11   | 71   | .981   | -    | -    | -    | -    | -    | -      | -    | -    | -    | -    | -    | -      |
| 2000 | -    | -    | -    | -    | -    | -      | 134  | 210  | 386  | 10   | 81   | .983   | -    | -    | -    | -    | -    | -      | -    | -    | -    | -    | -    | -      |
| 2001 | -    | -    | -    | -    | -    | -      | 140  | 252  | 417  | 12   | 100  | .982   | -    | -    | -    | -    | -    | -      | -    | -    | -    | -    | -    | -      |
| 2002 | -    | -    | -    | -    | -    | -      | 140  | 219  | 394  | 9    | 69   | .986   | -    | -    | -    | -    | -    | -      | -    | -    | -    | -    | -    | -      |
| 2003 | -    | -    | -    | -    | -    | -      | 114  | 168  | 366  | 7    | 77   | .987   | -    | -    | -    | -    | -    | -      | -    | -    | -    | -    | -    | -      |
| 2004 | -    | -    | -    | -    | -    | -      | 130  | 194  | 413  | 10   | 97   | .984   | -    | -    | -    | -    | -    | -      | -    | -    | -    | -    | -    | -      |
| 2005 | -    | -    | -    | -    | -    | -      | 146  | 229  | 444  | 8    | 95   | .988   | -    | -    | -    | -    | -    | -      | -    | -    | -    | -    | -    | -      |
| 2006 | 2    | 0    | 0    | 0    | 0    | -      | 146  | 204  | 473  | 10   | 91   | .985   | -    | -    | -    | -    | -    | -      | -    | -    | -    | -    | -    | -      |
| 2007 | -    | -    | -    | -    | -    | -      | 105  | 126  | 317  | 5    | 71   | .989   | -    | -    | -    | -    | -    | -      | -    | -    | -    | -    | -    | -      |
| 2008 | -    | -    | -    | -    | -    | -      | 79   | 118  | 211  | 4    | 41   | .988   | -    | -    | -    | -    | -    | -      | -    | -    | -    | -    | -    | -      |
| 2009 | 21   | 13   | 21   | 1    | 0    | .971   | 52   | 69   | 141  | 6    | 24   | .972   | -    | -    | -    | -    | -    | -      | -    | -    | -    | -    | -    | -      |
| 2010 | 48   | 18   | 72   | 3    | 10   | .968   | 2    | 1    | 2    | 0    | 0    | 1.000  | 4    | 0    | 2    | 0    | 1    | 1.000  | -    | -    | -    | -    | -    | -      |
| 2011 | 26   | 11   | 32   | 0    | 4    | 1.000  | 3    | 2    | 4    | 1    | 1    | .857   | 1    | 2    | 4    | 0    | 0    | 1.000  | -    | -    | -    | -    | -    | -      |
| 2012 | 1    | 0    | 1    | 0    | 0    | 1.000  | 2    | 4    | 6    | 0    | 2    | 1.000  | -    | -    | -    | -    | -    | -      | -    | -    | -    | -    | -    | -      |
| 통산 | 499  | 306  | 897  | 28   | 105  | .977   | 1767 | 2677 | 5243 | 142  | 1081 | .982   | 5    | 2    | 6    | 0    | 1    | 1.000  | 8    | 4    | 0    | 0    | 0    | 1.000  |

- 연도에서의 굵은 글씨는 골든 글러브상 수상 연도를 가리킴.